# Pitești Arena
La Pitești Arena ou Sala Polivalentă de Pitești (en roumain : Sala Polivalentă din Pitești), est une arène omnisports située à Pitești, en Roumanie.

## Histoire
Inaugurée en décembre 2022, la salle abrite les matchs à domicile du club masculin de basket-ball du FC Argeș Pitești (en), évoluant en Divizia A, et du club féminin de volley-ball du FC Arges (Divizia A1). Elle possède une capacité d'accueil de 5 890 spectateurs.

## Évènements
- Ligue européenne féminine de volley-ball 2023